# I liga polska w piłce siatkowej mężczyzn
I liga polska w piłce siatkowej mężczyzn (nazwa oficjalna: PLS 1. Liga); dawniej I liga seria B – druga w hierarchii klasa męskich ligowych rozgrywek siatkarskich w Polsce, będąca jednocześnie drugim poziomem ligowym szczebla centralnego. Organizatorem i organem prowadzącym rozgrywki jest Polska Liga Siatkówki SA (PLS SA).
Utworzona w 1989 r. w Warszawie pod nazwą I liga Seria B, jako szczebel pośredni między ówczesną I ligą (od tego momentu I ligą Serii A) i ówczesną II ligą. Od sezonu 1990/1991 stanowi drugi szczebel centralny (II poziom ligowy). Zmagania w jej ramach przeznaczone są aktualnie dla 15 polskich klubów siatkarskich i toczą się w jednej grupie rozgrywkowej, cyklicznie systemem kołowym wraz z fazą play-off o awans do PlusLigi, zaś najsłabsze drużyny relegowane są do II ligi. Do udziału w jej rozgrywkach zostają dopuszczone zarówno kluby posiadające status profesjonalny (tj. działające w formie spółki akcyjnej lub sportowej spółki akcyjnej) oraz kluby półprofesjonalne (tj. działające w formie stowarzyszenia kultury fizycznej), które – po spełnieniu wszelkich niezbędnych kryteriów – otrzymały roczną licencję na występy na tym szczeblu (możliwe jest również wydawanie tzw. licencji warunkowych).
Na mocy umowy podpisanej 25 września 2014 z Polskim Związkiem Piłki Siatkowej, firma Krispol uzyskała miano sponsora tytularnego rozgrywek i była nim do roku 2020. W latach 2020 - 2024 sponsorem tytularnym rozgrywek była spółka Tauron Polska Energia.

## Historia
W 1989 r. władze Polskiego Związku Piłki Siatkowej podjęły decyzję o utworzeniu – począwszy od sezonu 1990/1991 – nowej klasy rozgrywek ligowych, stanowiącej szczebel pośredni między Ekstraklasą, a II ligą. Nadano jej nazwę I liga Seria B (Ekstraklasa zaś stała się natomiast od tego momentu I ligą Serii A) i pod tym mianem rozgrywki toczyły się do końca sezonu 2004/2005 (przetrwała więc ona czas profesjonalizacji najwyższego szczebla ligowego). Do edycji 1999/2000 w klasie tej występowało zawsze 8 lub 10 drużyn klubowych. Dołączenie – w 2000 r. decyzją Zarządu PZPS – na ten szczebel ligowy I zespołu Szkoły Mistrzostwa Sportowego (SMS) ze Spały spowodowało, że – począwszy od sezonu 2000/2001 – liczba ekip w I lidze jest zawsze nieparzysta. Według regulaminu, juniorzy ze Spały – mimo że przystępują do rozgrywek jako ich normalny uczestnik – nie podlegają ostatecznej weryfikacji, jak pozostałe kluby. Biorą oni udział wyłącznie w zasadniczej fazie sezonu (tj. mecz i rewanż – każdy z każdym) i niezależnie od miejsca zajętego w końcowej tabeli kończą udział w zmaganiach, pozostając na tym szczeblu przez kolejne sezony (dlatego nie mogli ani awansować do PlusLigi, ani spaść do II ligi). W sezonie 2018/2019 tytuł mistrza zdobył Ślepsk Suwałki i na skutek wycofania się z najwyższej klasy rozgrywkowej Stoczni Szczecin został on przyjęty do PlusLigi bez konieczności rozgrywania barażu. SMS Spała przez zmiany w regulaminie "spadła" do II ligi. Od tego sezonu, I liga została włączona pod jurysdykcję Polskiej Ligi Siatkówki SA. W sezonie 2019/2020 Spała jednak znów wystąpiła w I lidze na skutek wycofania się Buskowianki Kielce. W sezonie 2019/2020 sezon nie został dokończony przez pandemię COVID-19, nie przyznano więc tytułu mistrza. 1. miejsce zajęła Stal Nysa, a o awansie do PlusLigi zadecydował audyt, któremu poddano Stal Nysę, BBTS Bielsko Biała i Visłę Bydgoszcz. W jego wyniku do najwyższej klasy rozgrywkowej przyjęto Stal Nysę. W sezonie 2020/2021 tytuł mistrza Tauron 1. Ligi zdobyła LUK Politechnika Lublin, awansując tym samym - po spełnieniu wymogów formalnych - do PlusLigi. W następnych latach mistrzami zostały kolejno drużyny BBTS Bielsko-Biała, Exact Systems Norwid Częstochowa oraz MKS Będzin. W roku 2025 mistrzostwo i awans do PlusLigi uzyskał ChKS Chełm.

## Medaliści
| Edycja | Sezon     | Mistrz                                                                  | Wicemistrz                       | 3. miejsce                      | 4. miejsce                     |
| ------ | --------- | ----------------------------------------------------------------------- | -------------------------------- | ------------------------------- | ------------------------------ |
| I      | 1990/1991 | Stal Nysa                                                               | Chełmiec Wałbrzych               | ?                               | ?                              |
| II     | 1991/1992 | BBTS Włókniarz Bielsko-Biała                                            | Kazimierz Płomień Sosnowiec      | ?                               | ?                              |
| III    | 1992/1993 | Stilon Gorzów Wielkopolski                                              | ?                                | ?                               | ?                              |
| IV     | 1993/1994 | Morze Szczecin                                                          | ?                                | ?                               | ?                              |
| V      | 1994/1995 | Legia Warszawa                                                          | Mostostal-Azoty Kędzierzyn-Koźle | ?                               | ?                              |
| VI     | 1995/1996 | Górnik Radlin                                                           | ?                                | ?                               | ?                              |
| VII    | 1996/1997 | Stilon Gorzów Wielkopolski                                              | Jastrzębie Borynia               | AZS ATR As-Dom Olsztyn          | Chełmiec Wałbrzych             |
| VIII   | 1997/1998 | BBTS Polmos Bielsko-Biała                                               | Gwardia Wrocław                  | ?                               | ?                              |
| IX     | 1998/1999 | Indykpol AZS Olsztyn                                                    | Skra Bełchatów                   | ?                               | ?                              |
| X      | 1999/2000 | Stolarka Wołomin                                                        | Chełmiec Wałbrzych               | ?                               | ?                              |
| XI     | 2000/2001 | Gwardia Wrocław                                                         | Skra Bełchatów                   | ?                               | ?                              |
| XII    | 2001/2002 | Stilon Gorzów Wielkopolski                                              | Płomień Sosnowiec                | ?                               | ?                              |
| XIII   | 2002/2003 | AZS Politechnika Warszawska                                             | BBTS Bielsko-Biała               | ?                               | ?                              |
| XIV    | 2003/2004 | Resovia Rzeszów                                                         | Górnik Radlin                    | Joker Piła                      | Chemik Bydgoszcz               |
| XV     | 2004/2005 | Joker Piła                                                              | Gwardia Wrocław                  | Chemik Bydgoszcz                | Jadar Radom                    |
| XVI    | 2005/2006 | Jadar Radom                                                             | Delecta/Chemik Bydgoszcz         | Stal AZS PWSZ Nysa              | Energetyk Jaworzno             |
| XVII   | 2006/2007 | Płomień Sosnowiec                                                       | Joker Piła                       | Avia Świdnik                    | Stal AZS PWSZ Nysa             |
| XVIII  | 2007/2008 | Trefl Gdańsk                                                            | Inotel Poznań                    | Stal AZS PWSZ Nysa              | Gwardia Wrocław                |
| XIX    | 2008/2009 | Siatkarz Wieluń                                                         | BBTS Bielsko-Biała               | Avia Świdnik                    | Orzeł Międzyrzecz              |
| XX     | 2009/2010 | Fart Kielce                                                             | Trefl Gdańsk                     | Avia Świdnik                    | Joker Rodło Piła               |
| XXI    | 2010/2011 | Trefl Gdańsk                                                            | Jadar Radom                      | Rajbud GTPS Gorzów Wielkopolski | Ślepsk Suwałki                 |
| XXII   | 2011/2012 | Stal AZS PWSZ Nysa                                                      | Cuprum Lubin                     | MKS MOS Interpromex Będzin      | Siatkarz Wieluń                |
| XXIII  | 2012/2013 | Czarni Radom                                                            | BBTS Bielsko-Biała               | Cuprum Mundo Lubin              | Pekpol Ostrołęka               |
| XXIV   | 2013/2014 | Camper Wyszków                                                          | KPS Siedlce                      | Cuprum Lubin                    | MKS Banimex Będzin             |
| XXV    | 2014/2015 | Krispol 1. Liga                                                         | Krispol 1. Liga                  | Krispol 1. Liga                 | Krispol 1. Liga                |
| XXV    | 2014/2015 | Victoria Wałbrzych                                                      | AZS PWSZ Stal Nysa               | Ślepsk Suwałki                  | Camper Wyszków                 |
| XXVI   | 2015/2016 | GKS Katowice                                                            | SMS PZPS Spała                   | Espadon Szczecin                | Ślepsk Suwałki                 |
| XXVII  | 2016/2017 | Aluron Virtu Warta Zawiercie                                            | Ślepsk Suwałki                   | KPS Siedlce                     | AZS PWSZ Stal Nysa             |
| XXVIII | 2017/2018 | AZS Częstochowa                                                         | KS Lechia Tomaszów Mazowiecki    | Krispol Września                | AZS AGH Kraków                 |
| XXIX   | 2018/2019 | Ślepsk Suwałki                                                          | AZS PWSZ Stal Nysa               | Krispol Września                | KS Lechia Tomaszów Mazowiecki  |
| XXX    | 2019/2020 |                                                                         |                                  |                                 |                                |
| XXX    | 2019/2020 | Z powodu pandemii COVID-19 rozgrywki zostały przerwane i niedokończone. |                                  |                                 |                                |
| XXXI   | 2020/2021 | Tauron 1. Liga                                                          | Tauron 1. Liga                   | Tauron 1. Liga                  | Tauron 1. Liga                 |
| XXXI   | 2020/2021 | LUK Politechnika Lublin                                                 | BBTS Bielsko-Biała               | BKS Visła Bydgoszcz             | eWinner Gwardia Wrocław        |
| XXXII  | 2021/2022 | BBTS Bielsko-Biała                                                      | MKS Będzin                       | BKS Visła Bydgoszcz             | Polski Cukier Avia Świdnik     |
| XXXIII | 2022/2023 | Exact Systems Norwid Częstochowa                                        | MKS Będzin                       | BKS Visła Bydgoszcz             | Chemeko-System Gwardia Wrocław |
| XXXIV  | 2023/2024 | MKS Będzin                                                              | BBTS Bielsko-Biała               | BKS Visła Bydgoszcz             | Bogdanka Arka Chełm            |
| XXXV   | 2024/2025 | PLS 1. Liga                                                             | PLS 1. Liga                      | PLS 1. Liga                     | PLS 1. Liga                    |
| XXXV   | 2024/2025 | CHKS Chełm                                                              | KKS Mickiewicz Kluczbork         | KPS Siedlce                     | MCKiS Jaworzno                 |